# Копетеле (Напуљ)
Копетеле је насеље у Италији у округу Напуљ, региону Кампанија.
Према процени из 2011. у насељу је живело 218 становника. Насеље се налази на надморској висини од 231 м.